# Le Bosc (Hérault)
Le Bosc – miejscowość i gmina we Francji, w regionie Oksytania, w departamencie Hérault.
Według danych na rok 1990 gminę zamieszkiwało 679 osób, a gęstość zaludnienia wynosiła 24 osoby/km² (wśród 1545 gmin Langwedocji-Roussillon Le Bosc plasuje się na 434. miejscu pod względem liczby ludności, natomiast pod względem powierzchni na miejscu 219.).